# Miles Hawk
El Miles M.2 Hawk fue un monoplano ligero biplaza, diseñado y producido por el constructor aeronáutico británico Miles Aircraft Limited, durante los años 30. Fue el primer avión de la compañía en alcanzar una producción en cantidad.
El desarrollo del Hawk comenzó en 1932, tras una conversación entre el diseñador F.G. Miles y Charles Powis, ofreciendo este último a Miles espacio de hangar en el Aeródromo de Woodley para construir su propuestamente asequible monoplano biplaza. El avión fue diseñado por Miles y su esposa, mientras que la construcción del prototipo fue realizada en su mayor parte por el carpintero Harry Hull. El 29 de marzo de 1933, el prototipo realizó su primer vuelo.
El avión demostró rápidamente que sus prestaciones eran aproximadamente un 50 % superiores a las de los biplanos contemporáneos. En 15 meses se habían vendido 47 Hawk a varios clientes domésticos. Un derivado avanzado, el Miles Hawk Major, también fue rápidamente desarrollado, junto con varias versiones especializadas del avión original. Entre otros usos, el Hawk participó en numerosas carreras aéreas. La producción de la serie Hawk original llegó a su fin en julio de 1934.

## Desarrollo

### Orígenes
Los orígenes del Hawk se pueden rastrear hasta finales de 1932 y un debate entre F. G. Miles y Charles Powis, en el que el primero expresó la idea de producir un monoplano de ala baja biplaza de precio asequible. Powis, reconociendo el valor potencial del proyecto, optó por proporcionar espacio de hangar en el Aeródromo de Woodley para que Miles construyera este avión. Coincidentemente, también estaba disponible un lote de motores ADC Cirrus IIIA a precio rebajado, reduciendo sustancialmente el coste total del avión. A la luz de estas adecuadas condiciones, la construcción del primer prototipo comenzó inmediatamente después de la oferta de Powis.
El diseño del avión fue producido por Miles y su esposa, mientras que mucha de la construcción fue realizada por el carpintero Harry Hull, con algunos trabajos llevados a cabo por los Miles mismos. El diseño empleaba en todo factores de alta tensión, siendo realizados todos los cálculos y planos por los Miles. Conocido originalmente como Ibex, se decidió cambiar el nombre a Hawk para evitar la posible confusión con el Hinkler Ibis.
El prototipo del Hawk realizó el primer vuelo del modelo el 29 de marzo de 1933. Como consecuencia de su relativamente limpio diseño, se demostró rápidamente que sus prestaciones eran de alrededor de un 50 % superiores a las de sus contemporáneos típicos biplano. A pesar de sus prestaciones, las superficies de control no mostraban tendencia al flameo, ni siquiera cuando se volaba intencionadamente para inducir el fenómeno. En una semana, 53 pilotos diferentes habían volado el avión.

### Producción
Tras los primeros vuelos de pruebas, rápidamente se recibieron encargos del Hawk; en 15 meses, se habían vendido 47 aviones domésticamente. Sus propietarios estuvieron generalmente interesados a participar con ellos en varias carreras aéreas; el primer avión de producción, G-ACHJ, fue volado en la carrera aérea de la Copa del Rey de 1933, mientras que el segundo, G-ACHK, fue un contendiente de la Copa Wakefield.
El avión se vendió relativamente bien para la época, en parte como consecuencia de su relativamente bajo precio base de compra de sólo 395 libras esterlinas. Con el respaldo de este éxito, Miles se esforzó por expandir la producción en la búsqueda de más ventas. En respuesta a requerimientos de clientes individuales, la compañía fabricó una serie de modelos exclusivos, que incluía un monoplano de cabina (M.2A), un monoplaza de largo alcance (M.2B) y versiones triplaza para vuelos de placer (M.2D).
En 1934, reaccionando a la aparición del motor invertido de Havilland Gipsy Major, se introdujo rápidamente un modelo mejorado del Hawk, conocido como Miles Hawk Major (poner los cilindros por debajo del eje de la hélice mejoraba enormemente la visibilidad del piloto y permitía el uso de un tren de aterrizaje más corto y más ligero). Este fue acompañado por una versión especializada ideada para las carreras aéreas, siendo el principal cambio del mismo la retirada del asiento delantero para permitir la instalación de un más largo y más potente de Havilland Gipsy Six de seis cilindros; a veces es referido como Miles Hawk Speed Six. La producción de la serie Hawk original llegó a su fin en julio de 1934.

## Diseño
El Miles Hawk era un monoplano en voladizo ligero biplaza. Algo poco usual para la época, presentaba alas que estaban diseñadas para plegarse. El avión poseía una cabina abierta con una disposición de asientos en tándem para dos personas. La estructura estaba compuesta en su mayor parte de picea, con el exterior recubierto de una combinación de betula (abedul) y contrachapado; incluso elementos como los soportes del motor estaban hechos de madera para reducir costes. El tren de aterrizaje fue suministrado por Dowty Group, que fue equipado con neumáticos de baja presión. Algunos Hawk, pero no todos, fueron equipados con frenos de ruedas.

## Variantes
M.2
Versión biplaza de producción estándar, propulsada por un único motor ADC Cirrus IIIA de 95 hp.
M.2A
Versión de cabina propulsada por un motor de Havilland Gipsy III, uno construido.
M.2B
Monoplaza de largo alcance propulsado por un ADC Cirrus Hermes IV, uno construido.
M.2C
Remotorización con un motor de Havilland Gipsy III de 120 hp, uno construido.
M.2D
Versión triplaza con un motor ADC Cirrus IIIA de 95 hp, seis construidos.

## Operadores

### Militares
Australia
- Real Fuerza Aérea Australiana: dos aviones.

 Nueva Zelanda
- Real Fuerza Aérea de Nueva Zelanda

 Sudáfrica
- Fuerza Aérea Sudafricana

## Especificaciones (M.2)
Referencia datos: British Civil Aircraft 1919–1972: Volume III, Miles Aircraft Since 1925, Volume 1

### Características generales
- Tripulación: Dos
- Longitud: 7,3 m (24 ft)
- Envergadura: 10,1 m (33 ft)
- Altura: 2 m (6,7 ft)
- Superficie alar: 15,7 m² (169 ft²)
- Peso vacío: 460 kg (1013,8 lb)
- Peso cargado: 816 kg (1798,5 lb)
- Planta motriz: 1× motor lineal de 4 cilindros refrigerado por aire ADC Cirrus IIIA.
  - Potencia: 71 kW (98 HP; 97 CV)
- Hélices: Bipala de paso fijo

### Rendimiento
- Velocidad máxima operativa (Vno): 185 km/h (115 MPH; 100 kt)
- Velocidad crucero (Vc): 160 km/h (99 MPH; 86 kt)
- Alcance: 720 km (389 nmi; 447 mi)
- Techo de vuelo: 4900 m (16 076 ft)
- Régimen de ascenso: 4,4 m/s (866 ft/min)

## Aeronaves relacionadas

### Desarrollos relacionados
- Miles Hawk Major

### Aeronaves similares
- González Gil-Pazó GP-1

### Secuencias de designación
- Secuencia M._ (interna de Miles): M.1 - M.2 - M.2 (II) - M.2 (III) - M.3 →
- Secuencia A_ (Aeronaves de la RAAF (Serie Dos, 1935-1963)): ←  A36 - A37 - A37 - A37 - A38 - A39 - A40 →